# 育才路街道 (遂宁市)
育才路街道，是中华人民共和国四川省遂宁市船山区下辖的一个乡镇级行政单位。

## 行政区划
育才路街道下辖以下地区：
和平东路社区、裕丰社区、犀牛社区、盐市街社区、玉竹社区和和平西路社区。